# Reichstag (Sveto rimsko cesarstvo)
Cesarski zbor  (latinsko Dieta Imperii ali Comitium Imperiale; nemško Reichstag) je bil posvetovalni organ Svetega rimskega cesarstva. Ni bil zakonodajni organ v sodobnem smislu; njegovi člani so si ga predstavljali bolj kot osrednji forum, kjer je bilo pomembneje pogajati se kot odločati.
Njegovi člani so bile cesarske posesti (latinsko Status Imperii; nemško Reichsstand, množina Reichsstände), razdeljeni na tri kolegije. Zbor kot stalna, urejena institucija se je razvil iz srednjeveške Hoftage (ime, ki so ga dali neformalni in neredni skupščini, ki jo je sklical cesar Svetega rimskega cesarstva). Od leta 1663 do konca cesarstva leta 1806 je stalno zasedal v Regensburgu.
Vsi cesarski stanovi so uživali neposrednost in zato niso imeli nobene oblasti nad njimi, razen samega svetega rimskega cesarja. Medtem ko so bili vsi upravičeni do sedeža in glasovanja, so bili samo višji stanovi in cerkveni knezi kolegija knezov deležni individualnega glasovanja (Virilstimme), medtem ko so bili nižji stanovi, kot so cesarski grofje in cesarski opati, upravičeni le do skupnega glasovanja (Kuriatstimme) znotraj njihove posebne kurije, tako kot svobodna cesarska mesta, ki so pripadala kolegiju mest.
Volilna pravica je v bistvu temeljila na ozemeljski pravici, tako da je dani knez, ko je pridobil nova ozemlja z dedovanjem ali kako drugače, pridobil tudi njihovo glasovalno pravico na zboru. Na splošno se člani niso udeležili stalnega zbora v Regensburgu, ampak so namesto tega poslali svoje predstavnike. Poznocesarski zbor je bil dejansko stalno srečanje veleposlanikov med posestvi.

## Zgodovina
Natančna vloga in funkcija cesarskega zbora sta se skozi stoletja spreminjala, tako kot samo cesarstvo, saj so posestva in ločena ozemlja dobivala vse večji nadzor nad lastnimi zadevami na račun cesarske moči. Sprva ni bilo niti določenega časa niti lokacije za zbor. Začelo se je kot konvencija vojvod starih germanskih plemen, ki so oblikovala Frankovsko cesarstvo, ko je bilo treba sprejeti pomembne odločitve, in je verjetno temeljil na starem germanskem pravu, po katerem se je vsak voditelj zanašal na podporo svojih vodilnih mož.
Na primer, že pod cesarjem Karlom Velikim med saškimi vojnami se je zbor, po Kraljevih frankovskih analih, sestal v Paderbornu leta 777 in uradno določil zakone v zvezi s podrejenimi Sasi in drugimi plemeni. Leta 803 je frankovski cesar izdal končno različico Lex Saxonum.
Na zboru leta 919 v Fritzlarju so vojvode izvolili prvega nemškega kralja, ki je bil Sas, Henrika Fowlerja, s čimer so premagali dolgoletno rivalstvo med Franki in Sasi ter postavili temelje za nemško kraljestvo. Po osvojitvi Italije je zbor v Roncaglii iz leta 1158 dokončal štiri zakone, ki bi bistveno spremenili (nikoli formalno napisano) ustavo cesarstva, kar je pomenilo začetek stalnega upada osrednje oblasti v korist lokalnih vojvod. Zlata bula iz leta 1356 je utrdila koncept "teritorialne vladavine" (Landesherrschaft), večinoma neodvisne vladavine vojvod nad njihovimi ozemlji, in tudi omejila število volivcev na sedem. Papež, v nasprotju s sodobnim mitom, ni bil nikoli vključen v volilni proces, temveč le v proces ratifikacije in kronanja tistega, ki so ga izbrali knezi-elektorji.
Do poznega 15. stoletja Zbor ni bil dejansko formaliziran kot institucija. Namesto tega so se vojvode in drugi knezi neredno sestajali na cesarjevem dvoru. Te sklope so običajno imenovali Hoftage (iz nemškega Hof - dvor). Šele od leta 1489 se je zbor imenoval Reichstag in je bil formalno razdeljen na več collegia (kolegijev).
Sprva sta bila dva kolegija volilnih knezov in drugih vojvod in knezov. Kasneje so svobodna cesarska mesta, torej mesta, ki so imela cesarsko neposrednost in so bila od lokalnega vladarja neodvisne oligarhične republike, ki so bile podrejene le cesarju samemu, uspelo sprejeti kot tretjo osebo.
Več poskusov reformiranja cesarstva in konca njegovega počasnega razpada, zlasti začenši z zborom leta 1495, ni imelo velikega učinka. Nasprotno pa je bil ta proces pospešen le z Vestfalskim mirom iz leta 1648, ki je cesarja formalno zavezoval, da sprejme vse odločitve, ki jih je sprejel državni zbor, kar mu je dejansko odvzelo nekaj preostalih pooblastil. Od takrat do konca leta 1806 cesarstvo ni bilo več kot skupek večinoma neodvisnih držav.
Verjetno najbolj znani zbori so bili v Wormsu leta 1495, kjer je bila sprejeta cesarska reforma, in 1521, kjer je bil Martin Luter prepovedan (Wormsov edikt), zbori v Speyerju 1526 in 1529 in več v Nürnbergu (Nürnberški zbor). Šele z uvedbo trajnega zbora v Regensburgu leta 1663 se je zbor stalno sestajal na določeni lokaciji.
Cesarski zbor v Konstanci se je odprl 27. aprila 1507; priznal je enotnost Svetega rimskega cesarstva in ustanovil cesarsko zbornico, vrhovno sodišče cesarstva.

## Udeleženci
Od leta 1489 je zbor obsegal tri kolegije:

### Elektorji
Volilni kolegij (Kurfürstenrat), ki ga je vodil knez-nadškof iz Mainza v vlogi nemškega nadkanclerja. Z zlato bulo iz leta 1356 je bilo imenovanih sedem volilnih knezov:
- trije cerkveni knezo-škofje kot nadkanclerji za enega od treh delov cesarstva:
  - knez-nadškof v Mainzu kot nemški nadkancler
  - kölnski knez-nadškof kot italijanski nadkancler
  - trierski knez-nadškof kot burgundski nadkancler
- štirje posvetni knezi,
  - češki kralj kot nadtočaj (Erzmundschenk)
  - pfalški volilni knez kot naduradnik (Erztruchsess)
  - saški volilni knez kot nadmaršal (Erzmarschall)
  - Brandenburški markgrof kot nadkomornik (Erzkämmerer)

Število se je povečalo na osem, ko je leta 1623 bavarski vojvoda prevzel volilno dostojanstvo palatinskega grofa, ki je sam prejel ločen glas v volilnem kolegiju po Vestfalskem miru (Causa Palatina) iz leta 1648, vključno z visokim uradom nadzakladnik. Leta 1692 je hannovrski volilni knez (formalno Elektorat Braunschweig-Lüneburg) postal deveti volilni knez kot nadzastavonoša med devetletno vojno.
V vojni za bavarsko nasledstvo je bilo volilno dostojanstvo Palatinata in Bavarske združeno, kar je potrdila Teschenska pogodba iz leta 1779. Nemška mediatizacija leta 1803 je povzročila razpad kölnske in trierske knežje nadškofije, knez-nadškof v Mainzu in nemški nadkancler sta prejela – kot nadomestilo za izgubljeno ozemlje, ki ga je zasedla revolucionarna Francija – novoustanovljeno kneževino Regensburg. V zameno so bili štirje posvetni knezi povzdignjeni v volilne kneze:
- salzburški vojvoda
- vojvoda Württemberški
- badenski markgrof
- deželni grof Hesse-Kassel

Te spremembe pa so imele majhen učinek, saj je bilo cesarstvo z abdikacijo Franca II. kot cesarja Svetega rimskega cesarstva razpuščeno že tri leta pozneje.

### Knezi
Kolegij cesarskih knezov (Reichsfürstenrat ali Fürstenbank) je vključeval cesarske grofe, pa tudi neposredne gospode, knezo-škofe in cesarske opate. Drugi kolegij, močan med člani, čeprav pogosto neskladni, je skušal ohraniti svoje interese pred prevlado volilnih knezov.
Knežja hiša je bila ponovno razdeljena na cerkveni in posvetni del. Zanimivo je, da sta cerkveni del vodila — posvetni — nadvojvoda Avstrije in burgundski vojvoda Habsburške Nizozemske (od leta 1556 ga je imela Habsburška Španija). Ker avstrijskim Habsburžanom ni uspelo prevzeti vodenja posvetnega dela, so namesto tega dobili vodstvo nad cerkvenimi knezi. Prvi cerkveni knez je bil salzburški knezo-nadškof kot Primas Germaniae (zgodovinski častni naziv za najpomembnejšega rimskokatoliškega škofa (primasa) v nemških deželah); knez-nadškof iz Besançona, čeprav je bil uradno član do leta 1678 Nijmegenske pogodbe, se ni udeležil sestankov zbora.
V cerkvenem delu so bili tudi Veliki mojster in Deutschmeister tevtonskih vitezov ter veliki prior meniške države [Malteški viteški red|vitezov hospitalcev]] v Heitersheimu. Knezo-škofija Lübeck je ostala cerkvena članica tudi potem, ko je postala protestantska, od leta 1586 so ji vladali škofijski upravitelji iz hiše Holstein-Gottorp. Knezo-škofija Osnabrück je bila po Vestfalskem miru iz leta 1648 pod izmenično vladavino katoliškega škofa in luteranskega škofa iz rodbine Hanoverčanov.
Vsak član knežjega kolegija je imel en sam glas (Virilstimme) ali skupen glas (Kuriatstimme). Zaradi knezov je bil njihov en sam glas od leta 1582 strogo odvisen od njihovih neposrednih fevdov; to načelo je vodilo do kopičenja glasov, ko je imel en vladar več ozemelj v personalni uniji. Samo grofje in lordi so bili upravičeni do skupnih glasov, zato so ustanovili ločene kolegije, kot je Wetterausko združenje cesarskih grofov in združitve znotraj švabskega, frankovskega in spodnjerensko-vestfalskega kroga. Prav tako so se na cerkveni delu cesarski opati pridružili švabskemu ali renskemu kolegiju.
V nemški mediatizaciji leta 1803 so bila številna cerkvena ozemlja priključena posvetnim posestvom. Vendar pa reforma knežjega kolegija ni bila izvedena do razpada cesarstva leta 1806.

### Mesta
Kolegij cesarskih mest (Reichsstädtekollegium) se je razvijal od leta 1489 naprej in je veliko prispeval k razvoju cesarskih zborov kot politične institucije. Kljub temu je bilo kolektivno glasovanje mest sprva manj pomembno, dokler ni leta 1582 to prekinil augsburški zbor. Kolegij je vodil mestni svet dejanskega prizorišča; z uvedbo stalnega zbora leta 1663 je sedež prešel v Regensburg.
Cesarska mesta so bila razdeljena tudi na švabsko in rensko ligo. Švabska mesta so vodili Nürnberg, Augsburg in Regensburg, renska mesta pa Köln, Aachen in Frankfurt.
Za popoln seznam članov cesarskega zbora iz leta 1792, blizu konca cesarstva, glejte Seznam udeležencev Reichstaga (1792).

## Verski stanovi
Po Vestfalskem miru o verskih zadevah ni bilo več mogoče odločati z večino glasov kolegijev. Namesto tega bi se Reichstag ločil na katoliška in protestantska telesa, ki bi ločeno razpravljala o zadevi in se nato med seboj pogajala o sporazumu, postopek, imenovan itio in partes. Katoliško telo ali corpus catholicorum je vodil volilni nadškof v Mainzu.
Protestantski organ ali corpus evangelicorum je vodil saški volilni knez. Na sestankih protestantskega telesa bi Saška predstavila vsako temo razprave, nato bi govorila Brandenburg-Prussia in Hannover, sledile pa bi jim ostale države po velikosti. Ko so vse države spregovorile, bi Saška pretehtala glasove in objavila soglasje.
Friderik Avgust II., saški volilni knez, se je leta 1697 spreobrnil v katolištvo, da bi postal poljski kralj, vendar je samo volilno telo ostalo uradno protestantsko in obdržalo vodstvo protestantskega telesa. Ko se je tudi elektorjev sin spreobrnil v katolištvo, sta v letih 1717–1720 skušala vodstvo prevzeti Prusija in Hannover, a neuspešno. Volilni knezi Saške so vodili protestantsko telo do konca Svetega rimskega cesarstva. 

## Zbirka zapisov
Po nastanku novega Nemškega cesarstva leta 1871 je Zgodovinska komisija Bavarske akademije znanosti začela zbirati cesarske zapisnike (Reichsakten) in zapisnike cesarskih zborov (Reichstagsakten). Leta 1893 je komisija izdala prvi zvezek. Trenutno se zbirajo in raziskujejo leta 1524–1527 in leta do 1544. Leta 1992 je izšel zvezek, ki obravnava Regensburški zbor iz leta 1532, vključno z mirovnimi pogajanji s protestanti v Schweinfurtu in Nürnbergu, avtorice Rosemarie Aulinger z Dunaja.
| Sedežni načrt Reichstaga ob uradni otvoritvi |

| Cesar ali njegov glavni komisar sedita spredaj, slednji bere cesarski predlog, dnevni red Reichstaga. Za cesarjem je bila volilna klop, na kateri so sedeli volilni knezi in njihovi odposlanci. Posvetni cesarski knezi so sedeli na levi daljši strani. Njihov natančen sedežni red je bil pogosto sporen. |  | Na daljši desni strani dvorane so sedeli cesarski cerkveni knezi. Predstavniki cesarskih mest se razprostirajo v dvanajstih klopeh, ki jih vidimo v ospredju. Pred cesarskimi mesti je bilo mesto uradnika Reichstaga. |

| Bakrorez Peter Troschel, 1675 |